# 후쥔
후쥔(중국어 간체자: 胡军, 정체자: 胡軍, 병음: Hú Jūn, 한자음: 호군, 1968년 3월 18일~)은 중화인민공화국과 홍콩의 배우이다.

## 개인사
1999년 배우인 루팡(卢芳)과 결혼했다. 2001년 딸 후웨자(胡悦稼)가 태어났으며 2008년에 아들 후하오캉(胡皓康)이 태어났다. 후하오캉은 아버지를 따라 배우로 활동하고 있다.

## 출연 작품
- 뮬란: 전사의 귀환 - 모두 역
- 무간도 II: 혼돈의 시대 - 육계창 / 육 국장 역
- 8인: 최후의 결사단 - 암살자 역
- 홍금보의 보디가드
- 야인시대: 전쟁의 서막
- 삼국-무영자 - 양창 역
- 정복의 신 징기즈칸 - 명왕 역
- 주원장 - 주원장 역
- 쉐도우
- 본 투 플라이 - 장팅 역